# Berezowski
Berezowski (forma żeńska: Berezowska; liczba mnoga: Berezowscy) – polskie, rosyjskie i ukraińskie (ukr. Березовський, Berezowśkyj) nazwisko. Na początku lat 90. XX wieku w Polsce nosiły je 1802 osoby. Nazwisko pochodzi od ukraińskiego słowa береза (bereza) lub rosyjskiego słowa берёза (bjerioza) dla brzozy.

## Znane osoby noszące to nazwisko
- Antoni Berezowski (1847–1916) – polski szlachcic;
- Cezary Berezowski (1898–1970) – polski prawnik;
- Danuta Berezowska-Prociów (ur. 1948) – polska lekkoatletka, specjalistka skoku wzwyż;
- Edmund Berezowski (1861–1924) – polski inżynier i podpułkownik wojsk kolejowych Armii Imperium Rosyjskiego;
- Ihor Berezowski (ur. 1990) – ukraiński piłkarz;
- Maja Berezowska (1898–1978) – polska malarka, graficzka, karykaturzystka i scenografka;
- Maksym Berezowski (1745–1777) – ukraiński kompozytor i śpiewak;
- Maksymilian Berezowski (1923–2001) – polski publicysta, felietonista i dziennikarz;
- Marek Berezowski (ur. 1953) – polski profesor;
- Orest Wołodymyrowycz Berezowski (ur. 1944) – biskup Ukraińskiego Kościoła Prawosławnego Patriarchatu Moskiewskiego;
- Otton Berezowski (1888–1960) – podpułkownik saperów Wojska Polskiego;
- Roman Berezowski (ur. 1974) – ormiański trener piłkarski i piłkarz;
- Stanisław Berezowski (1910–1986) – polski profesor, geograf i inicjator restytucji;
- Walerij Berezowski (ur. 1975) – kirgiski piłkarz;
- Witalij Berezowski (ur. 1984) – ukraiński piłkarz;
- Zygmunt Berezowski (1891–1979) – polski dziennikarz.